# Many Mirrors
«Many Mirrors» es una canción interpretada por la banda canadiense de indie pop Alvvays. La canción fue publicado el 7 de octubre de 2022 como la sexta canción del tercer álbum de estudio de la banda, Blue Rev.

## Composición
«Many Mirrors» es una canción de dream pop, con elementos de jangle pop, indie pop y shoegaze.

## Recepción de la crítica
La revista Clash comentó que la canción tiene ”los elementos de su característica esencia aturdida y suave”. Tim Sentz de Beats Per Minute la comparó con Going Blank Again de Ride. Lewie Parkinson-Jones escribió: [la canción] conserva la dulzura del trabajo anterior de Alvvays, con Rankin dirigiéndose a sus compañeros de banda en un estilo vocal relajado y compasivo que recuerda a Courtney Barnett”. Matthew Tracey-Cook de Northern Transmissions llamó a la canción su “corte favorito de Blue Rev”, denominándola como “rock slacker dulce y afectuoso, una oda genuina a la persona o personas con las que elegimos pasar nuestros años”. Alex Hudson de Exclaim! sugirió que la canción, “tiene arpegios tintineantes y un coro que refracta la luz que está a la altura de cualquier gancho de Antisocialites”, mientras que la revista Spin la denominó como una de las canciones más conmovedoras del álbum. Lee Hammond de Narc Magazine escribió que esta canción y «Easy On Your Own?», “retoman el sonido soñador y relajado que podrías esperar de la banda”. Simon Vozick-levinson de Rolling Stone llamó a la canción, “el momento más puramente dulce de Blue Rev”. Escribiendo para la revista Paste, Ben Salmon dijo que se asemeja al éxito de 1983 de Naked Eyes, «Always Something There to Remind Me».

## Video musical
Un videoclip, editado por Colby Richardson, fue publicado el mismo día en el canal de YouTube de la banda.

## Interpretaciones en vivo
La canción hizo su debut en vivo el 27 de octubre de 2021 en el Forum de Inglewood, California. Fue la primera canción de Blue Rev en ser interpretada en vivo.